# Paul Willemse
Paul Willemse (Pretoria, 13 novembre 1992) è un rugbista a 15 sudafricano, internazionale per la Francia, che gioca nel ruolo di seconda linea nel Montpellier in Top 14.

## Biografia
Nativo di Pretoria, Willemse si trasferì durante l'infanzia presso la cittadina di Tsumeb, in Namibia, dove iniziò a giocare a rugby nei club locali. Ritornò in Sudafrica nel 2010 per entrare a far parte delle giovanili dei Golden Lions. Con il club di Johannesburg fece il suo esordio in prima squadra durante l'edizione 2012 della Vodacom Cup. Nello stesso anno debuttò anche in Currie Cup e nel Super Rugby con la relativa franchigia dei Lions. Dopo un'unica annata passò ai Blue Bulls dove rimase per due stagioni, disputando inoltre le edizioni 2013 e 2014 del Super Rugby con i Bulls. Durante il periodo trascorso con il club della città natia rappresentò anche gli UP Tuks, selezione dell'Università di Pretoria, nella Varsity Cup (torneo universitario sudafricano) del 2013 vincendola. Nell'ottobre 2014, si trasferì in Francia nel Grenoble con cui giocò il Top 14 2014-2015. Nonostante fosse legato alla squadra originaria dell'Isère da un contratto biennale, Willemse ricevette un'offerta per passare al Montpellier, allora allenato dal sudafricano Jake White. Ciò creò una controversia a proposito della possibilità di realizzare il trasferimento che fu risolta solo tramite il pagamento di un'indennità di 80000€ al Grenoble da parte del Montpellier. La prima stagione nel nuovo club lo vide subito conquistare la Challenge Cup 2015-16 giocando dal primo minuto la finale. Due anni più tardi fu ancora titolare, questa volta nella finale del campionato francese 2017-2018 dove fu sconfitto da Castres.
A livello internazionale, Willemse si laureò campione del mondo giovanile con la nazionale sudafricana under-20 durante il mondiale 2012. Non più selezionato dalle rappresentative sudafricane, divenne eleggibile per rappresentare la Francia dopo aver ottenuto il passaporto francese nel novembre 2018. Questa possibilità fu subito sfruttata dal ct dei Bleus Jacques Brunel che lo convocò per il Sei Nazioni 2019 facendolo debuttare nella prima giornata contro il Galles e schierandolo poi per tutto il prosieguo del torneo. Chiamato successivamente nella squadra francese allargata per la Coppa del Mondo di rugby 2019, non riuscì a prendere parte alla competizione iridata a causa di un infortunio. Il nuovo commissario tecnico dei transalpini Fabien Galthié lo schierò titolare per tutto il Sei Nazioni 2020, dove segnò la sua prima meta internazionale nell'incontro con il Galles. Nell'autunno dello stesso anno giocò la prima partita dell'Autumn Nations Cup contro la Scozia.
Willemse può vantare un'apparizione con il prestigioso club ad inviti dei Barbarians ottenuta nella sfida contro Ulster del giugno 2017

## Palmarès
- Challenge Cup: 2
Montpellier: 2015-16, 2020-21
- Campionati francesi: 1
Montpellier: 2021-22

- Campionato World Rugby under-20: 1
Sudafrica under-20: 2012